# Hemigymnochaeta laticeps
Hemigymnochaeta laticeps är en tvåvingeart som beskrevs av Zumpt 1953. Hemigymnochaeta laticeps ingår i släktet Hemigymnochaeta och familjen spyflugor. Inga underarter finns listade i Catalogue of Life.